# Pomrowcowate
Pomrowcowate (Milacidae) – rodzina ślimaków z rzędu trzonkoocznych. Obejmuje ponad 40 gatunków nagich ślimaków (bez muszli zewnętrznej) występujących w zachodniej Palearktyce, głównie w strefie śródziemnomorskiej. Kilka gatunków rozwleczono po całym świecie. Na obszarze południowo-zachodniej Polski występują 2 gatunki: pomrowiec budapeszteński (Tandonia budapestensis) i pomrowiec nakrapiany (Tandonia rustica).

## Systematyka
Gatunki z tej rodziny klasyfikowane są w rodzajach: 
- Milax J.E. Gray, 1855
- Pachymilax O. Boettger, 1884 †
- Tandonia Lessona & Pollonera, 1882

Rodzajem typowym rodziny jest Milax.